# Kryptops palaios
Kryptops palaios var en abelisaurid theropod dinosaurie som levde för 110 miljoner år sedan i vad som idag är Sahara. 
Man har hittat revben, kotor, höftben och en bit av överkäken från Kryptops.
Kryptops blev omkring 8 meter lång. Eftersom man inte har hittat så mycket efter den går det inte att riktigt säga hur den såg ut. Liksom många andra abelisaurider är det dock möjligt att den hade små framben och kort skalle.